# Urolosia brodea
Urolosia brodea là một loài bướm đêm thuộc phân họ Arctiinae, họ Erebidae.